# Lance (comic strip)
Pour les articles homonymes, voir Lance.
Lance est une série de bande dessinée de western de Warren Tufts diffusée par lui-même via son syndicate Warren Tutfs Enterprises sous forme de planche du dimanche de juin 1955 à mai 1960 et de bande quotidienne de janvier 1957 à mai 1958.
Lance St Lorne est un gradé de l'armée américain envoyé en 1834 à Fort Leavenworth, alors poste avancé de la conquête de l'Ouest. La série décrit ses activités autour du fort, puis sa recherche de voies vers le Pacifique. 
La série a été traduite en français dans Spirou en 1979-1980.